# Korać-Cup 1980/81
Die Saison 1980/81 war die 10. Spielzeit des Korać-Cup, der von der FIBA Europa ausgetragen wurde.
Den Titel gewann Joventut de Badalona aus Spanien.

## Modus
Es nahmen 27 Mannschaften aus 11 Nationen teil. Nach der Qualifikationsrunde spielten 22 Teams eine Ausscheidungsrunde. Die Gewinner dieser Spiele qualifizierten sich für die Gruppenphase, die aus vier Gruppen mit je vier Teams bestand. Der Erstplatzierte jeder Gruppe erreichte das Halbfinale, gefolgt vom Finale.
Die Sieger der Spielpaarungen in Runde 1 und im Halbfinale wurden in Hin- und Rückspiel ermittelt. Das Finale wurde in einem Spiel an einem neutralen Ort ausgetragen.

## Qualifikationsrunde
|                       | Gesamt  |                      | Hinspiel | Rückspiel |
| --------------------- | ------- | -------------------- | -------- | --------- |
| GM Vasas Budapest     | 181:156 | Karşıyaka SK         | 106:81   | 75:77     |
| Hapoel Haifa          | 198:140 | Panellinios Athen    | 102:63   | 96:77     |
| Ovaltine Hempstead BC | 200:203 | CB Inmobanco Madrid  | 89:98    | 111:105   |
| BC Mess Mondercange   | 164:205 | RSC Anderlecht       | 86:108   | 78:97     |
| Hapoel Tel Aviv       | 174:159 | CEP Fleurus          | 84:72    | 90:87     |
| Stade Français Paris  | 219:170 | BBC Sparta Bertrange | 112:70   | 107:100   |

## Teilnehmer
| Teilnehmer       | Teilnehmer | Teilnehmer              | Teilnehmer           | Teilnehmer            | Teilnehmer           |
| Land             | Anzahl     | Mannschaften            | Mannschaften         | Mannschaften          | Mannschaften         |
| ---------------- | ---------- | ----------------------- | -------------------- | --------------------- | -------------------- |
| Frankreich       | 4          | Caen BC                 | ASVEL Basket Lyon    | EB Orthez             | Stade Français Paris |
| Jugoslawien      | 4          | KK Roter Stern Belgrad  | KK Partizan Belgrad  | KK Jugoplastika Split | KK Zadar             |
| Belgien          | 3          | RSC Anderlecht          | Standard Lüttich BC  | BC Ostende            |                      |
| Griechenland     | 3          | AEK Athen               | AO Sporting Athen    | Aris Thessaloniki     |                      |
| Spanien          | 3          | CB Cotonificio Badalona | Joventut de Badalona | CB Inmobanco Madrid   |                      |
| Israel           | 2          | Hapoel Haifa            | Hapoel Tel Aviv      |                       |                      |
| Italien          | 2          | Carrera Venezia Mestre  | AMG Sebastiani Rieti |                       |                      |
| Türkei           | 2          | Yenişehir SK Ankara     | Beşiktaş JK Istanbul |                       |                      |
| Tschechoslowakei | 2          | TJ Zbrojovka Brno       | TJ Slavia Prag       |                       |                      |
| Ungarn           | 1          | GM Vasas SC             |                      |                       |                      |
| Sowjetunion      | 1          | MBK Dynamo Moskau       |                      |                       |                      |

## 1. Runde
|                        | Gesamt  |                         | Hinspiel | Rückspiel |
| ---------------------- | ------- | ----------------------- | -------- | --------- |
| GM Vasas SC            | 174:187 | Aris Thessaloniki       | 90:97    | 84:90     |
| Hapoel Haifa           | 184:203 | Carrera Venezia Mestre  | 95:103   | 89:100    |
| EB Orthez              | 182:157 | CB Inmobanco Madrid     | 99:71    | 83:86     |
| RSC Anderlecht         | 161:145 | CB Cotonificio Badalona | 94:71    | 67:77     |
| Yenişehir SK Ankara    | 132:236 | Hapoel Tel Aviv         | 68:109   | 64:127    |
| Beşiktaş JK Istanbul   | 145:184 | KK Zadar                | 81:96    | 64:88     |
| TJ Slavia Prag         | 154:163 | BC Ostende              | 90:84    | 64:79     |
| TJ Zbrojovka Brno      | 169:151 | Stade Français Paris    | 95:75    | 74:76     |
| Caen BC                | 160:182 | KK Partizan Belgrad     | 83:84    | 78:98     |
| AEK Athen              | 159:162 | Standard Lüttich BC     | 78:80    | 81:82     |
| KK Roter Stern Belgrad | 157:132 | AO Sporting Athen       | 85:63    | 72:69     |

- Außerdem für die Gruppenphase qualifiziert als Titelverteidiger:  AMG Sebastiani Rieti sowie durch Freilos:  Jugoplastika Split,  MBK Dynamo Moskau,  ASVEL Basket Lyon,  Joventut de Badalona

## Gruppenphase

### Gruppe A
| Team                      | Sp | S | N | P+  | P-  |
| ------------------------- | -- | - | - | --- | --- |
| 1. KK Roter Stern Belgrad | 6  | 4 | 2 | 581 | 536 |
| 2. AMG Sebastiani Rieti   | 6  | 4 | 2 | 528 | 510 |
| 3. RSC Anderlecht         | 6  | 2 | 4 | 495 | 523 |
| 4. Hapoel Tel Aviv        | 6  | 2 | 4 | 542 | 577 |

### Gruppe B
| Team                    | Sp | S | N | P+  | P-  |
| ----------------------- | -- | - | - | --- | --- |
| 1. Joventut de Badalona | 6  | 4 | 2 | 459 | 458 |
| 2. KK Partizan Belgrad  | 6  | 3 | 3 | 550 | 509 |
| 3. BC Ostende           | 6  | 3 | 3 | 492 | 526 |
| 4. ASVEL Basket Lyon    | 6  | 2 | 4 | 506 | 514 |

### Gruppe C
| Team                      | Sp | S | N | P+  | P-  |
| ------------------------- | -- | - | - | --- | --- |
| 1. Carrera Venezia Mestre | 6  | 6 | 0 | 609 | 534 |
| 2. TJ Zbrojovka Brno      | 6  | 2 | 4 | 587 | 582 |
| 3. KK Jugoplastika Split  | 6  | 2 | 4 | 576 | 588 |
| 4. Aris Thessaloniki      | 6  | 2 | 4 | 527 | 595 |

### Gruppe D
| Team                   | Sp | S | N | P+  | P-  |
| ---------------------- | -- | - | - | --- | --- |
| 1. Dynamo Moskau       | 6  | 5 | 1 | 640 | 614 |
| 2. EB Orthez           | 6  | 4 | 2 | 604 | 586 |
| 3. KK Zadar            | 6  | 2 | 4 | 615 | 611 |
| 4. Standard Lüttich BC | 6  | 1 | 5 | 547 | 595 |

## Halbfinale
|                        | Gesamt  |                        | Hinspiel | Rückspiel |
| ---------------------- | ------- | ---------------------- | -------- | --------- |
| Joventut de Badalona   | 191:158 | KK Roter Stern Belgrad | 109:85   | 82:73     |
| Carrera Venezia Mestre | 220:208 | Dynamo Moskau          | 119:104  | 101:104   |

## Finale
Das Endspiel fand in Barcelona statt.
|                      | Ergebnis      |                        |
| -------------------- | ------------- | ---------------------- |
| Joventut de Badalona | 105:104 n. V. | Carrera Venezia Mestre |

- Final-Topscorer:  Spencer Haywood (Carrera Venezia Mestre): 30 Punkte